# Іван XVIII
Іван XVIII (лат. Ioannes;  — липень 1009) — сто сорок другий папа Римський (січень 1004 — липень 1009), народився поблизу Асколі Пічено, син римського священика Лева. Був обраний папою за підтримки фактичного правителя Риму та військового аристократа Івана Кресцентія III.
Займався розбудовою церкви, заснував єпископоство у Бамберзі, Німеччина для ведення місіонерської діяльності серед слов'ян. У 1009 році зрікся престолу та постригся у ченці, помер у монастирі.